# Ferry Radax

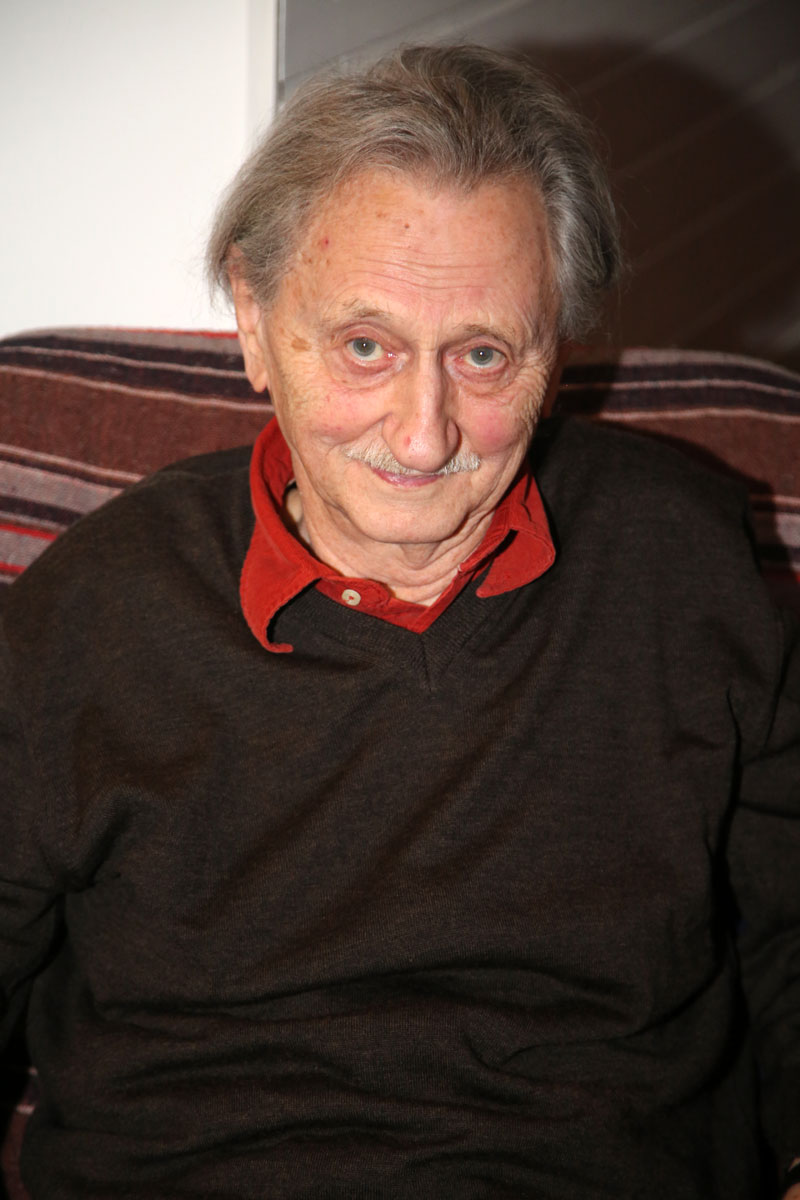
Ferry Radax vid 82 års ålder, år 2014.

Ferry Radax, född 20 juni 1932 i Wien, död 9 september 2021 i Baden i Niederösterreich, var en österrikisk filmskapare. Han var verksam som regiassistent, manusförfattare, filmfotograf, regissör och filmproducent inom i stort sett alla filmgenrer från 1949 och fram till sin död. Han gick Filmhögskolan i Wien 1953-54 och därefter Cinecittà (Centro Sperimentale di Cinematografia) i Rom 1955-56. Han filmade runt om i hela Europa, och även i Sydamerika, USA och Nya Zeeland. Han gjorde spelfilmer, men är mest känd för korta experimentfilmer, dokumentärfilmer och porträtt av poeter och konstnärer. Några av dessa, Konrad Bayer, Friedensreich Hundertwasser och H. C. Artmann, lärde han känna redan i början av 1950-talet som medlem av Art-Club i Wien.

## Filmer i urval
- Sonne halt! ["Sol stanna!", 1960] Med Konrad Bayer. Det är den film som Ferry Radax är mest känd för i sitt hemland. En experimentfilm inspelad i Italien och Schweiz. Den är 26 minuter lång och svart/vit. Den visades som första film vid Künstlerhaus i Wien våren 2008, då Ferry Radax gärning firades och många av hans filmer visades under en och en halv månad.[2] Filmen finns även som DVD sedan 2007.
- Hundertwasser - Leben in Spiralen ["Hundertwasser - liv i spiraler", 1966]. Ferry Radax prisade första dokumentära porträtt av den något äldre landsmannen och konstnären Friedensreich Hundertwassers liv i Europa. Filmen belönades med ett österrikiskt produktionspris året efter.
- H. C. Artmann (1967). Ett porträtt av en legendarisk österrikisk samtidspoet. Filmen är 42 minuter lång och svart/vit. En film Radax gärna framhåller själv. Den visades direkt efter Sonne halt! på Künstlerhaus 2008.
- Konrad Bayer, oder: die welt bin ich und das ist meine sache ["Konrad Bayer, eller: världen är jag och det är min ensak", 1969]. Ett experimentellt porträtt av den jämnårige Konrad Bayer och hans självmord. Filmen är 52 minuter lång och svart/vit. Den beskrivs som en blandning av dokumentär/fiktion.[3] För denna film fick Ferry Radax det då västtyska tv-priset Adolf-Grimme-preis 1970.
- Der Kopf des Vitus Bering ["Vitus Berings huvud", 1970]. 26 minuter lång och svart/vit. En experimentell blandning av dokumentär/fiktion efter en bok av Konrad Bayer, i vilken Vitus Bering spelar en viss roll.
- Thomas Bernhard - Drei Tage ["Thomas Bernhard - tre dagar", 1970]. Filmen bygger på ett skrivet självporträtt av den österrikiske författaren Thomas Bernhard.
- Schizophrene Maler ["Schizofrena målare", 1971].
- Der Italiener ["Italienaren", 1972], en spelfilm efter ett manus av Thomas Bernhard.
- Ludwig Wittgenstein (1976). 2x60 minuter. Dokumentär/fiktion om den österrikiske filosofen Ludwig Wittgenstein.
- Attentat in Bad Gastein ["Attentat i Bad Gastein", 1979], en spelfilm om politisk terrorism.
- Mit Erich von Däniken in Peru ["Med Erich von Däniken i Peru", 1982]. En dokumentär om den spektakuläre Erich von Däniken.
- Capri – Musik die sich entfernt, oder: Die seltsame Reise des Cyrill K. ["Capri - musik som tonar bort, eller: Den sällsamma resa som Cyrill K. gjorde", 1983.] TV-film om Jacques d'Adelswärd-Fersen och många fler berömdheter ur Capris historia. Regissören själv gestaltar ingen mindre än filosofen Friedrich Nietzsche.
- Hundertwasser in Neuseeland ["Hundertwasser i Nya Zeeland", 1998]. Efter 30 år gjorde Ferry Radax ett andra konstnärsporträtt av Friedensreich Hundertwasser mot slutet av dennes liv.